# District de Gandhinagar
Le district de Gandhinagar (gujarati : ગાંધીનગર જિલ્લો) est un district de l'état du Gujarat en Inde.

## Géographie
Le district a une population de 1 391 753 habitants pour une superficie de 2 140 km2.